# Soembawarees
Soembawarees (Bahasa Semawa), ook Sumbawarees of Semawa, is een Bali-Sasaktaal die vooral wordt gesproken in het westen van Sumbawa (Kleine Sunda-eilanden) in de Zuidoost-Aziatische eilandenstaat Indonesië.

## Classificatie
- Austronesische talen (1268)
  - Malayo-Polynesische talen (1248)
    - Bali-Sasaktalen (3)
      - Soembawarees

## Verspreiding van de sprekers
- Indonesië: 300.000; 36e gedeelde plaats, 43e gedeelde plaats volgens totaal aantal sprekers

Balinees · Sasak · Soembawarees